# Uppsala centralstation

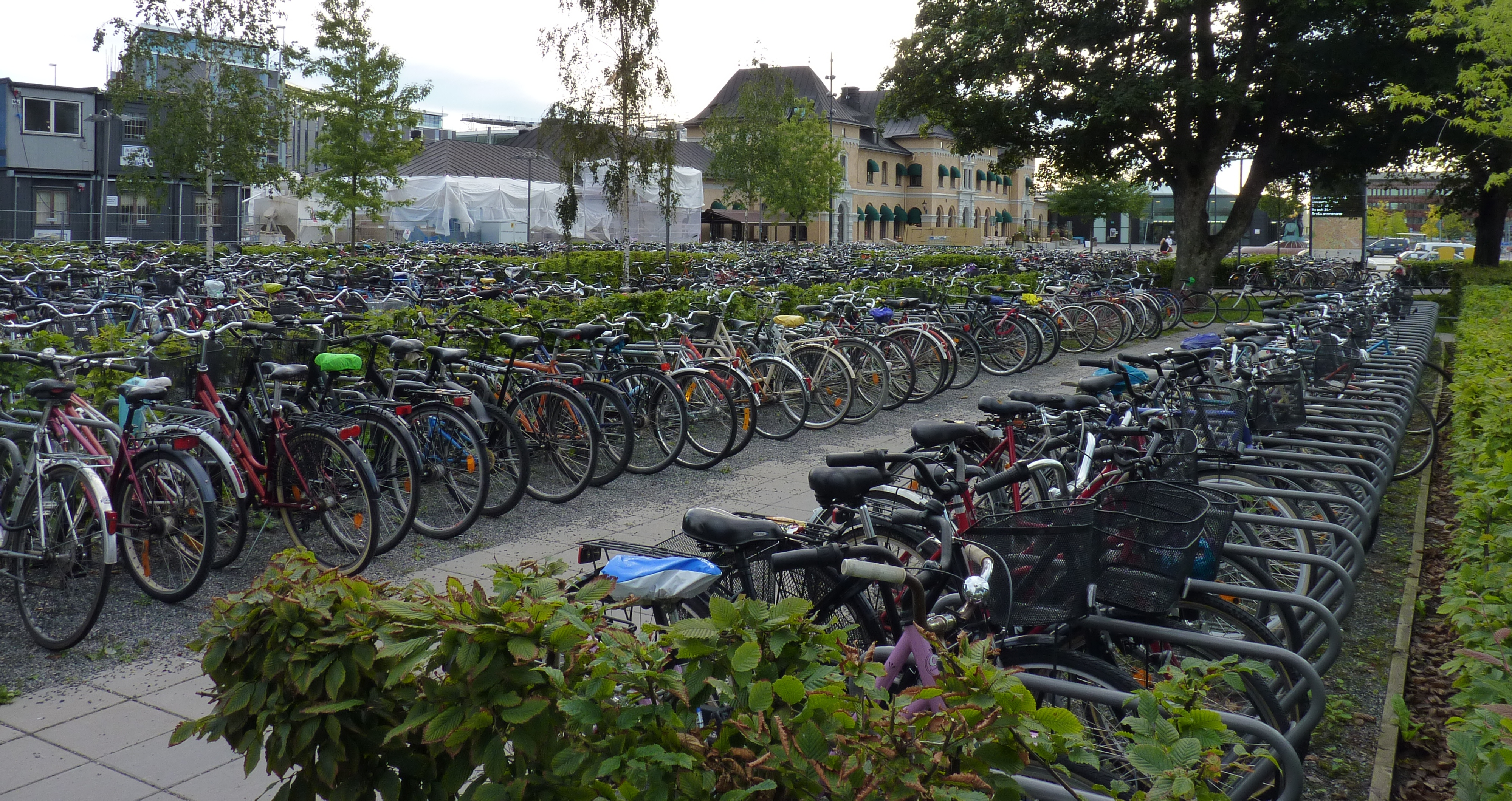
Intill centralstationen finns flera stora cykelparkeringar.

Uppsala centralstation är en järnvägsstation i Uppsala, och en av fyra stationer med reguljär persontrafik i kommunen. Stationsområdet, inklusive busshållplatser på båda sidor om spåren, kallas även Uppsala resecentrum. Stationen invigdes 1866 när tågtrafiken mellan Uppsala och Stockholm inleddes. Dagen innan trafiken inleddes invigdes ett stationshus ritat av Adolf W. Edelsvärd som användes fram till 2010 då en ny byggnad ritad av arkitektkontoret Wåhlin Arkitekter invigdes, efter omfattande om- och nybyggnationer på och omkring stationsområdet. Den äldre stationsbyggnaden är idag ett byggnadsminne och används för andra verksamheter (bland annat restauranger).  

## Historia
Centralstationen invigdes av Karl XV den 19 september 1866 och dagen därpå invigdes järnvägen mellan Uppsala och Stockholm. Mellan städerna gick tre tåg per dag i vardera riktningen och resan tog ungefär två och en halv timme.
På 1870-talet tillkom bandelarna Uppsala–Heby, Uppsala–Gävle och den smalspåriga Uppsala–Lännabanan. Några år senare anlades även järnvägsparken som kom att fungera som odlingslotter under första världskriget.
I och med spårvagnens och Uppsala spårvägars inträde i Uppsala 1906 drogs även ett spår fram till stationen. Linjen gick bland annat via Stora torget för slutdestination på Sysslomansgatan. Spårvagnstrafiken rullade fram till midsommar 1945 då en brand i stadens spårvagnshall ledde till akut brist på spårvagnsfordon varvid sträckan Centralstationen–Stora torget permanent ersattes med buss.
Redan 1908 hade hela sträckan till Stockholm fått dubbelspår, men det skulle dröja till 1934 innan banan elektrifierades. Under 1930-talet förlades också fjärrbusstrafiken till området; 1937 invigdes en sedan 2005 riven busstation sydväst om det gamla stationshuset.
I samband med att stationsområdet byggdes om 2005-2011 redovisas det gamla och det nuvarande stationshusets öden nedanför.
I oktober 2019 invigdes ett nytt cykelgarage på västra sidan stationen, vid spår 1. Detta skulle avlasta bristen på cykelparkeringar runt stationshuset.

## Den gamla stationsbyggnaden
Det ursprungliga stationshuset från 1866 ritades av chefsarkitekten vid Statens Järnvägars arkitektkontor Adolf W. Edelsvärd och fungerade som stationshus fram till 2010 då den nya stationen invigdes. Det gamla stationshuset är byggnadsminne sedan 1986. Framför byggnaden finns Bror Hjorths staty Näckens polska. Byggnaden fyller i dag ingen funktion för järnvägstrafiken och inrymmer flera restauranger och kaféer.

## Den nya stationsbyggnaden

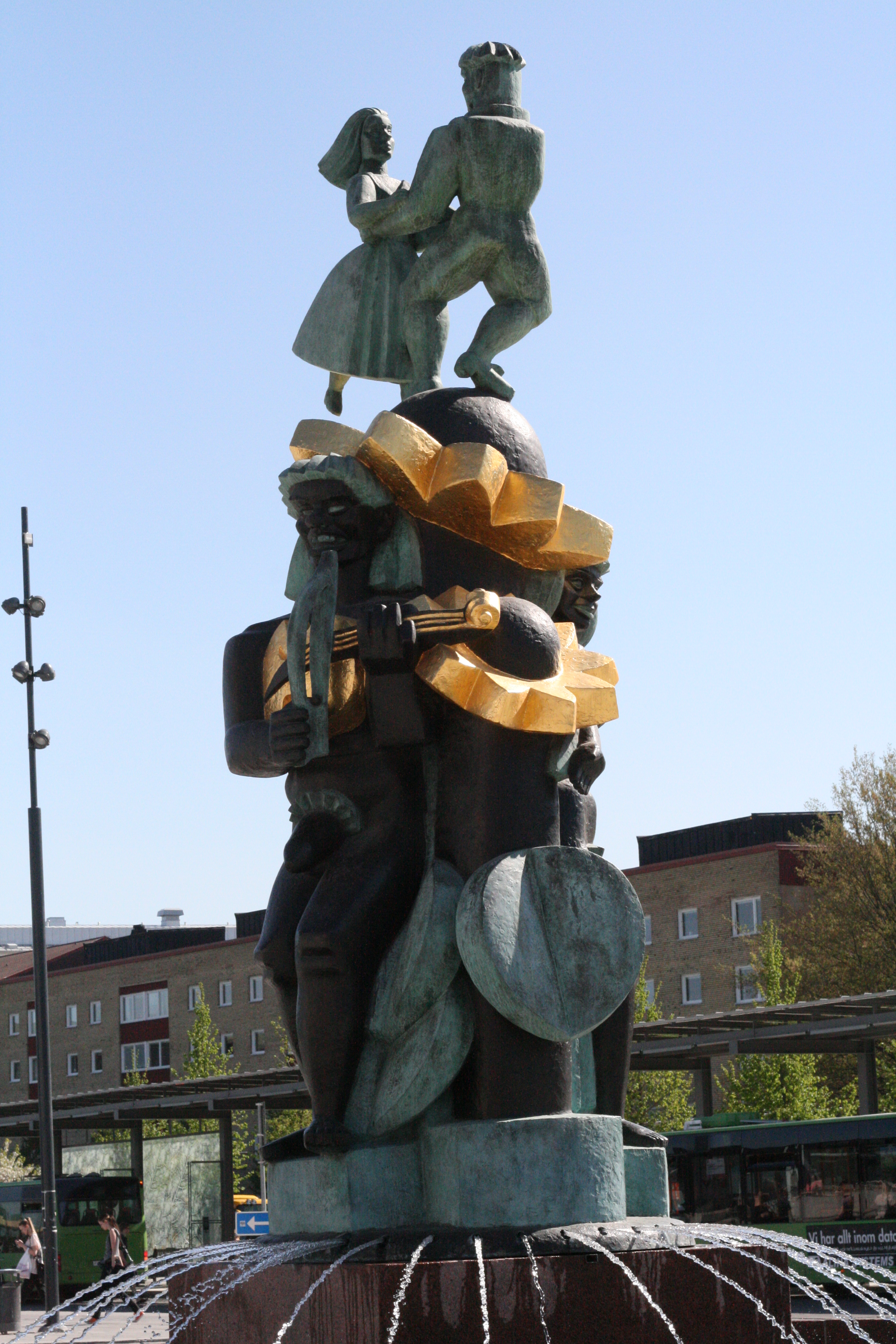
Bror Hjorths fontän Näckens polska är ett välkänt kännetecken för Uppsala centralstation

Under 2005–2011 genomgick stationsområdet en omfattande ombyggnad, i och med skapandet av Uppsala resecentrum. Projektet drevs gemensamt av Trafikverket, Jernhusen och Uppsala kommun. Arkitekt White arkitekter. Hela bangården byggdes om, och plankorsningen för tågpassagerare ersattes med en tunnel, Centralpassagen, något längre söderut. Den nya tunneln, centralpassagen, som öppnades i april 2010, rymmer även en cykelbana. I samband med ombyggnaden flyttades museijärnvägen Upsala-Lenna Jernvägs spår västerut, för att ge plats åt nya hus på den östra delen av bangården. En ny stationsbyggnad, ritad av Wåhlin Arkitekter för Jernhusens räkning, har uppförts omedelbart söder om det äldre stationshuset. Stationen har entréer mot Centralpassagen och ett nytt torg, utformat av Temagruppen. En ny bussgata, Stadshusgatan, byggdes framför stationsbyggnaderna och Kungsgatan byggdes om. Nya cykelparkeringar och ett nytt parkeringsgarage anlades.
Det finns 10 spår. Fyra genomgående (1,2,7,8), fyra säckspår (3-6) och två smalspår (9-10). Eftersom det är vänstertrafik på svensk järnväg används normalt spår 1 och 2 för norrgående passerande fjärrtåg, och spår 7 och 8 för södergående sådana. Spåren däremellan används för mer lokala tåg som har start och slutstation i Uppsala och där fordonen vänder tillbaka. Vanligen spår 3 för SL:s pendeltåg, spår 4 för Mälartåg mot Stockholm samt spår 5 och 6 för Mälartåg mot Gävle och Sala. Spår 9 och 10 är smalspåriga och tillhör Upsala–Lenna Jernväg.

## Pendeltågsstation
Sedan 2012 utgör Uppsala C den nordligaste ändpunkten för Stockholms pendeltågsnät. Trafiken utförs som linje 40 som normalt har sin sydliga ändpunkt i Södertälje Centrum. För resor i Uppsala län gäller UL:s taxor och i övrigt SL:s. Taxegränsen går vid Arlanda C. Vid Uppsala C finns ingen spärrlinje för pendeltågen, utan biljett måste köpas i förväg. Antalet påstigande en genomsnittlig vintervardag har beräknats till 7 100 (år 2015).

## Betydelse för Uppsala
Enligt en analys utförd av George A. Berglund publicerad i Uppsalatidningen 14 januari 2011, anses det nya resecentret ha stor betydelse för Uppsala med omnejd. Drygt 80 % av Uppsalaborna anser att centret i sin nya utformning har stor eller ganska stor betydelse för Uppsala som universitetsstad och kulturellt och kommersiellt centrum.

## Minnesmärken
I och med ombyggnaden av Uppsala centralstation så fattades beslutet om nya namn på platser och gator kring området. Flera av dessa platser är uppkallade efter betydande namn i både Uppsala och hela Sverige. Bland andra:
- Raoul Wallenbergs plats efter Raoul Wallenberg
- Olof Palmes plats efter Olof Palme
- Gunnar Leches park efter Gunnar Leche

## Bilder

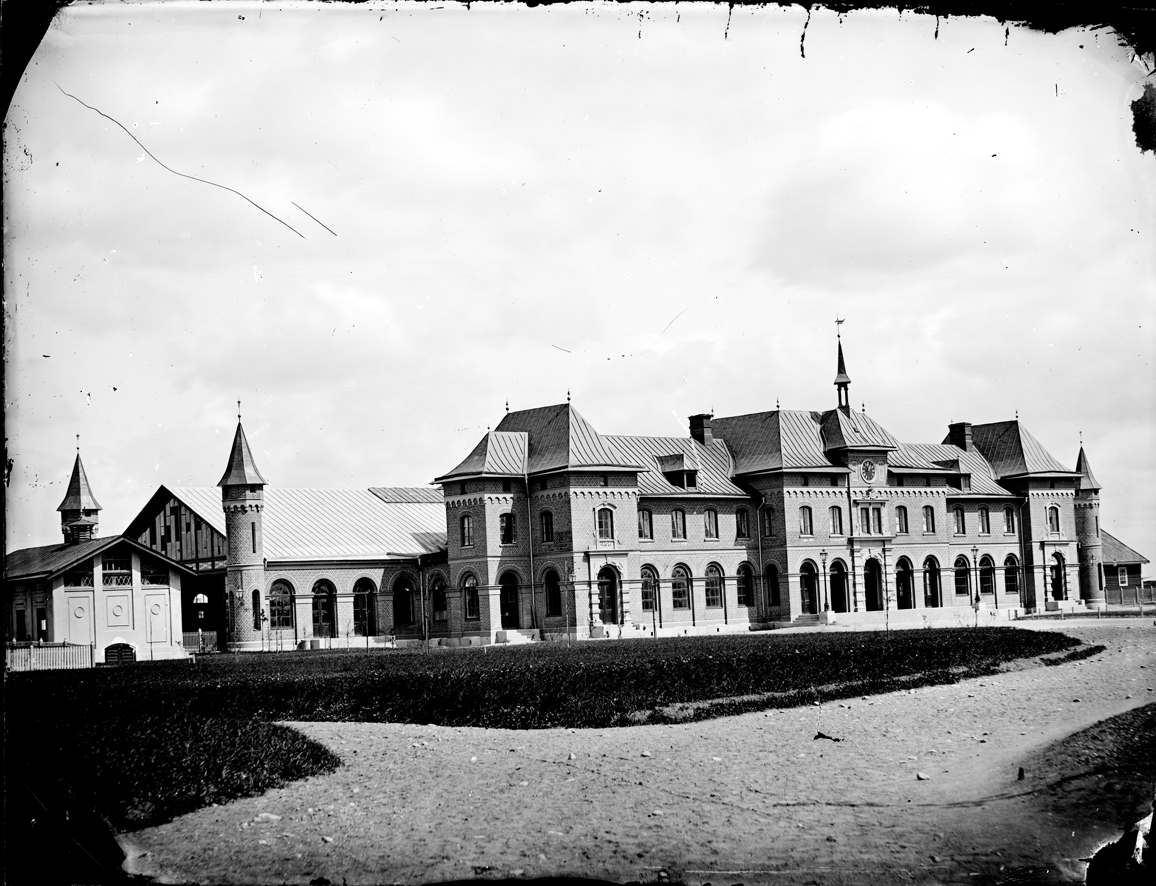
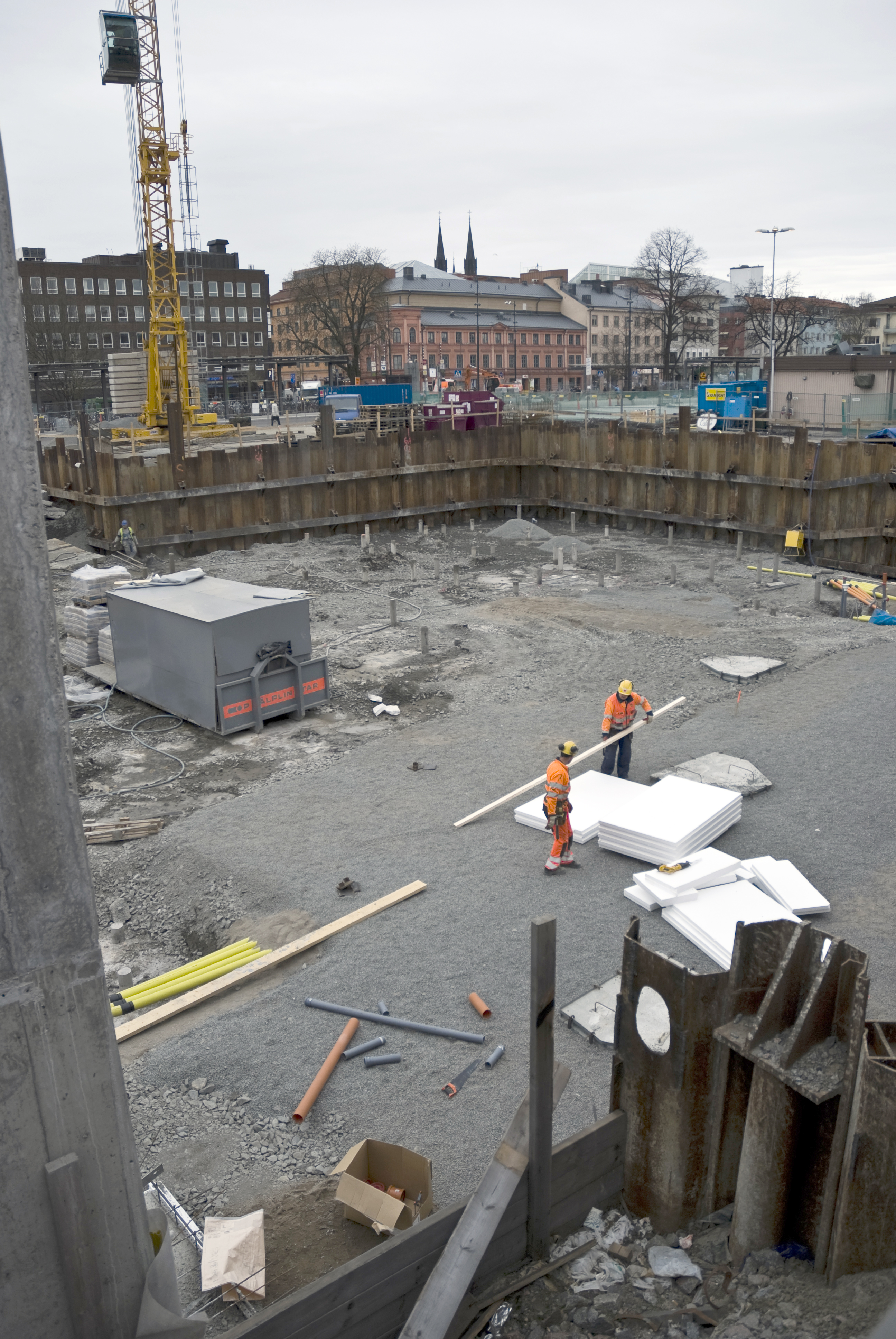
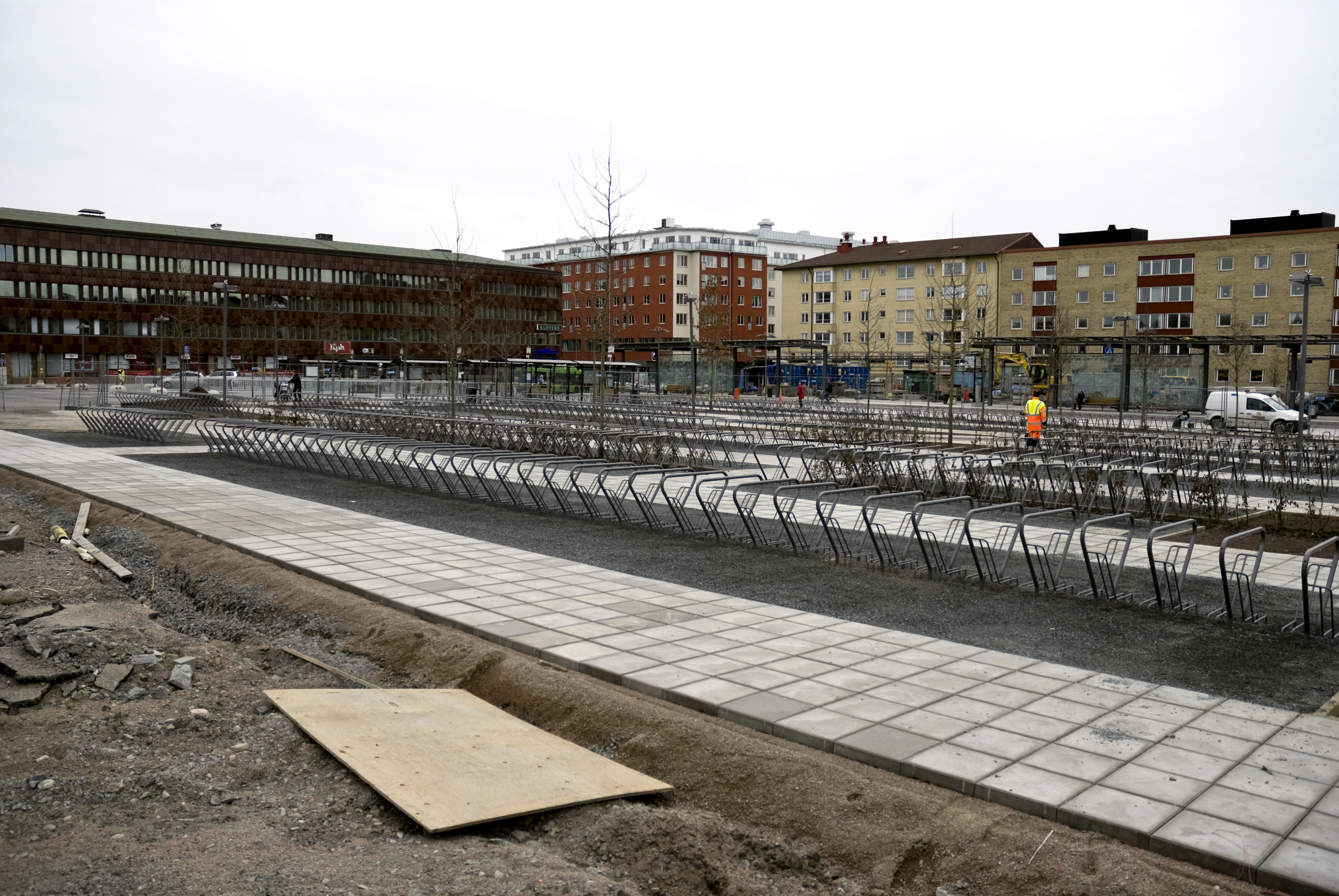
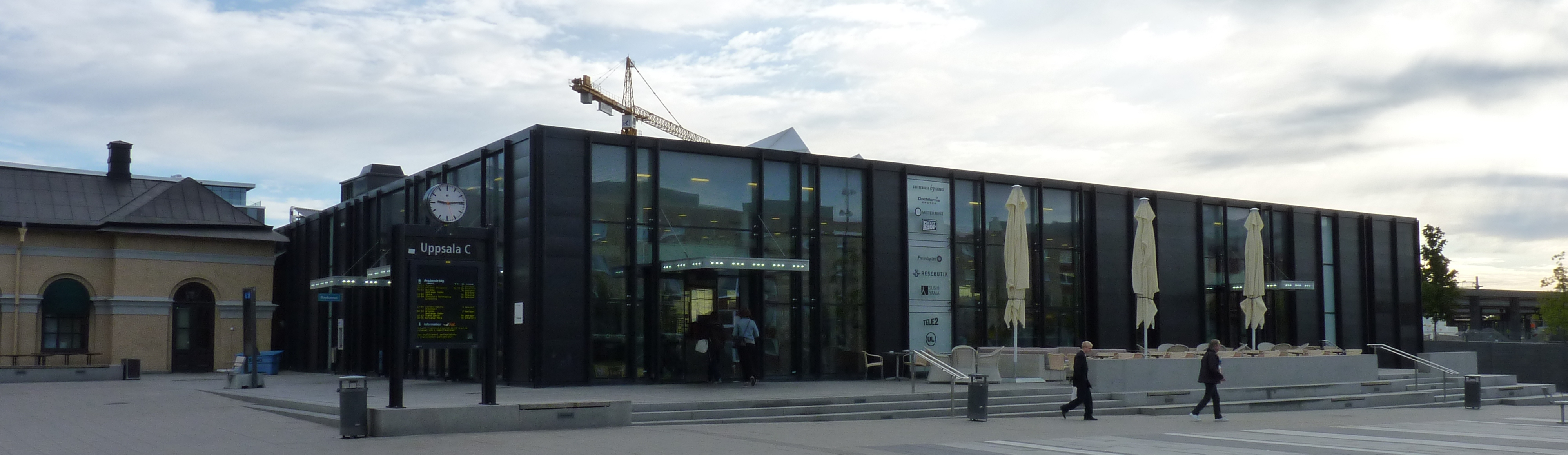
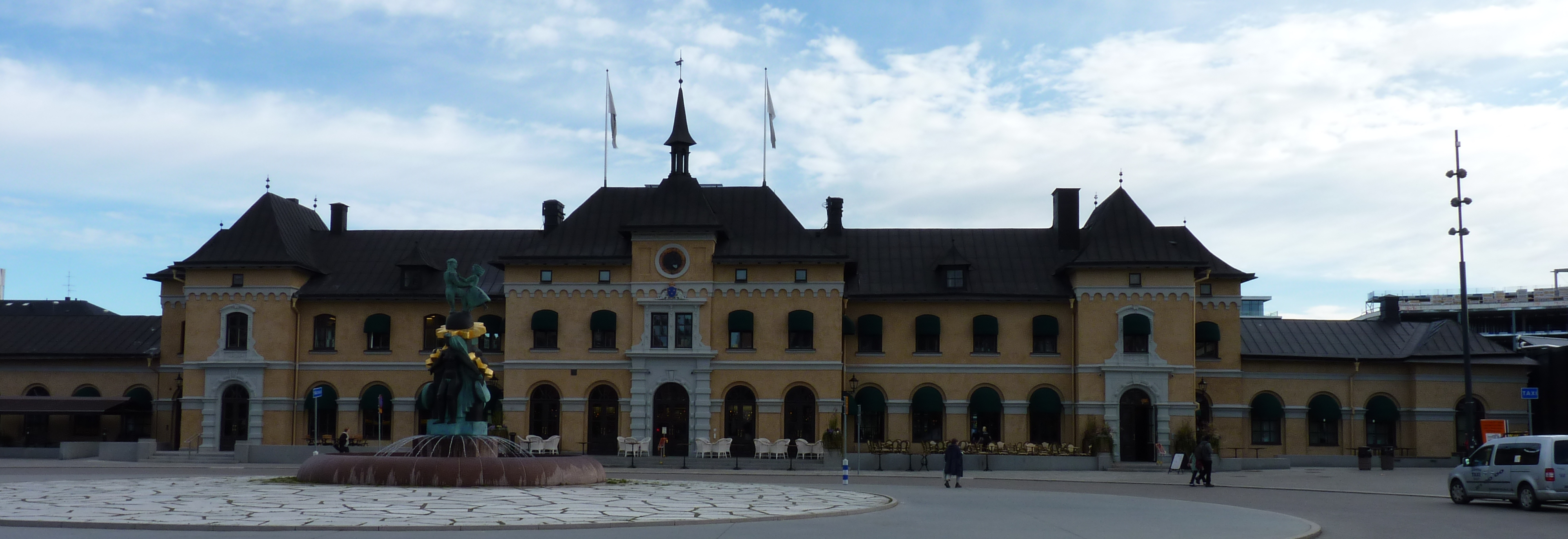
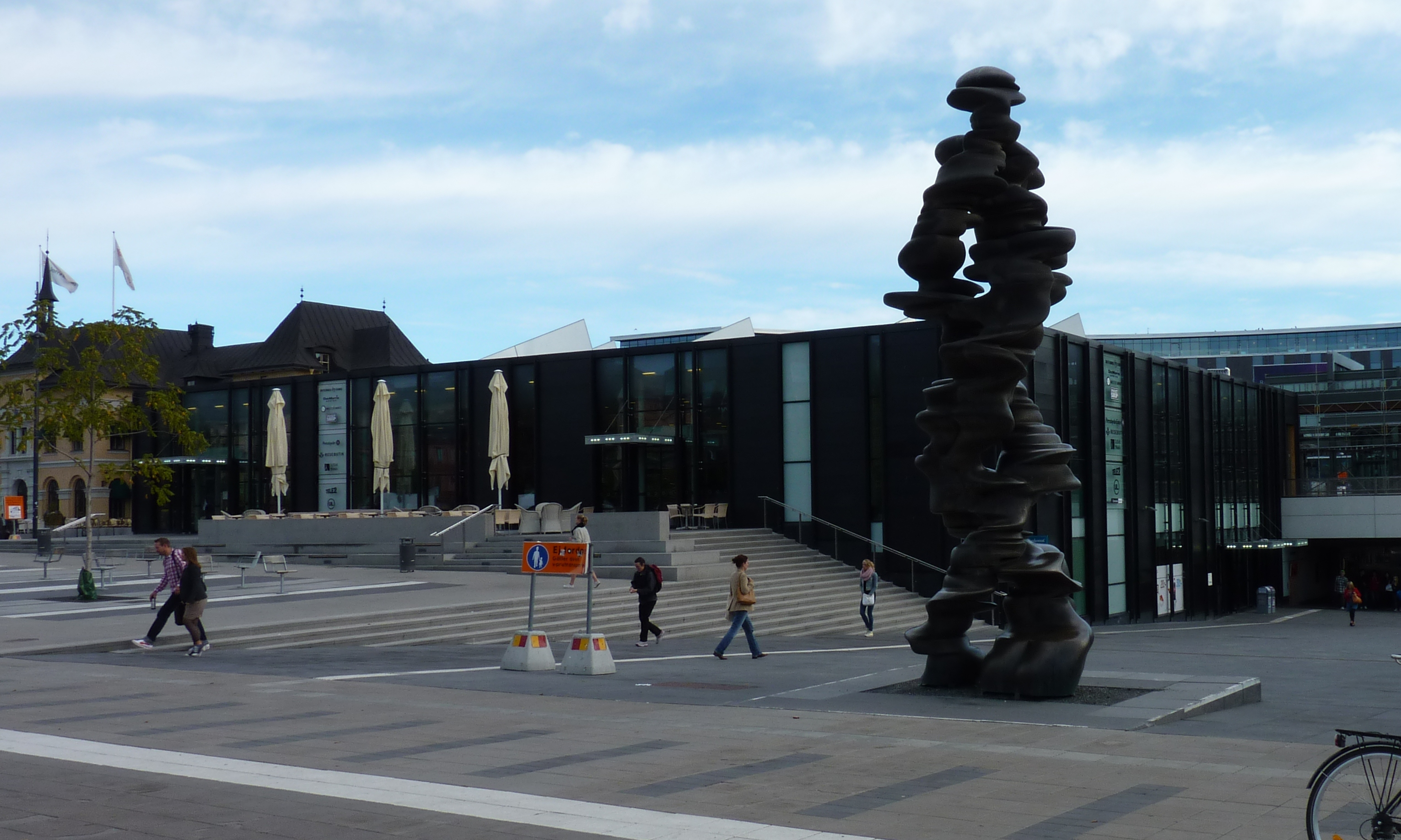
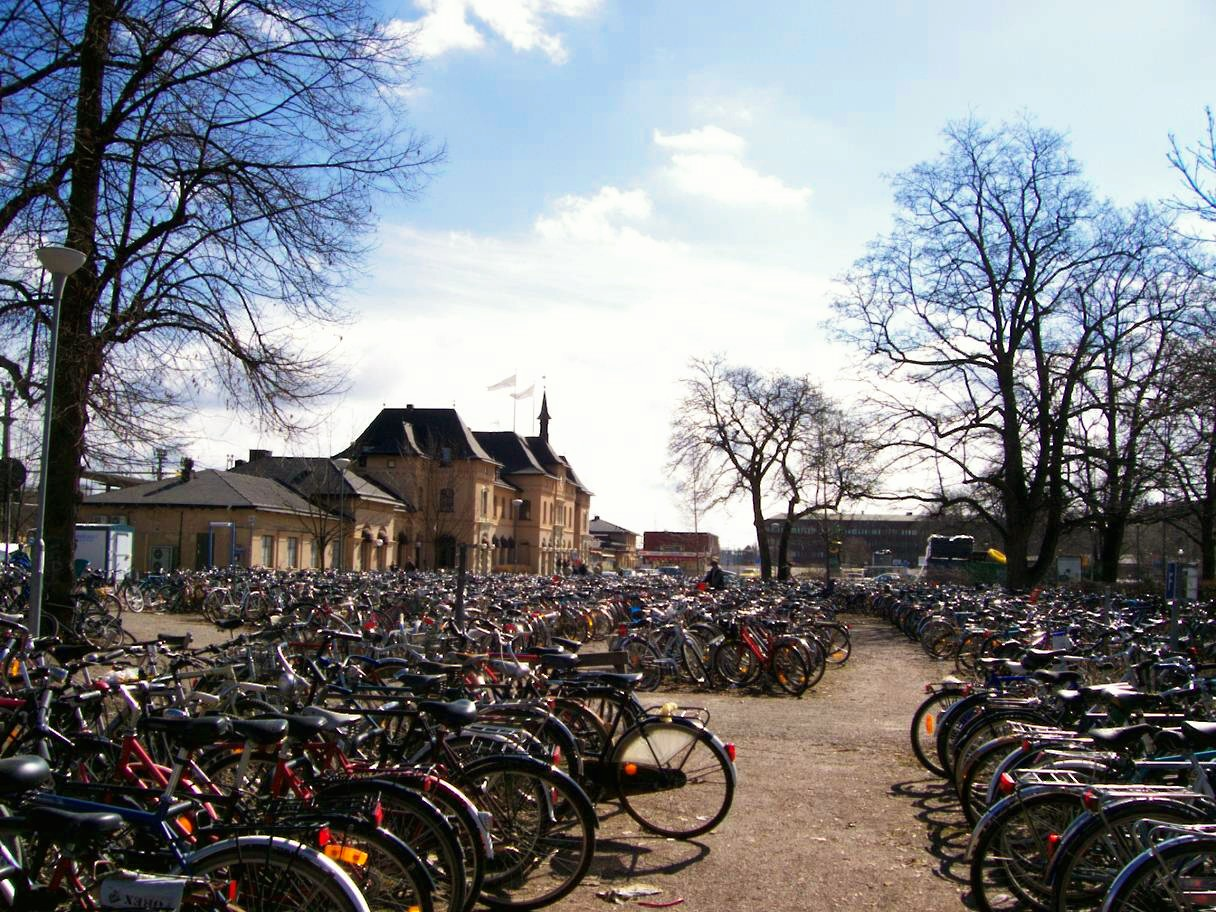
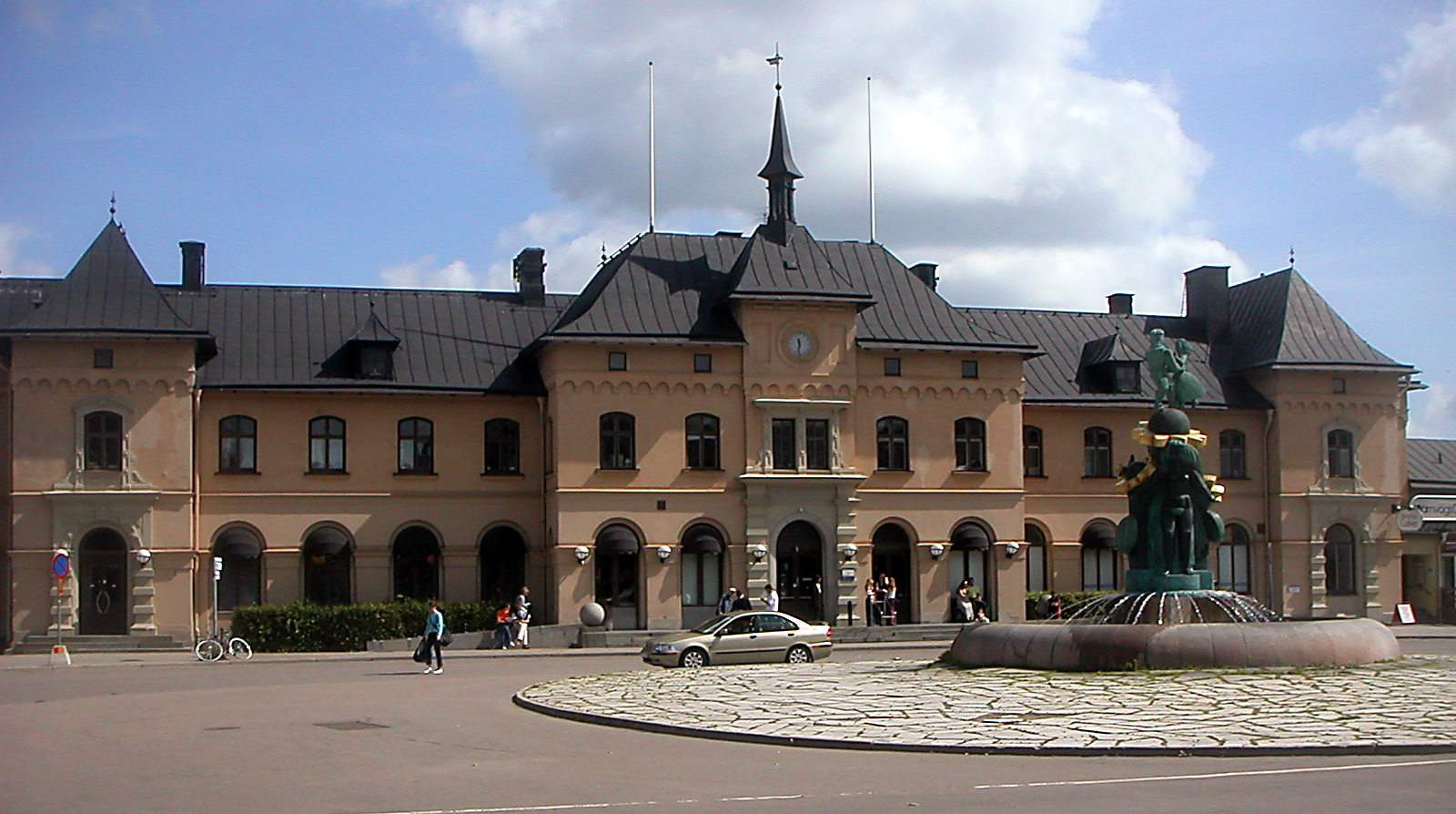
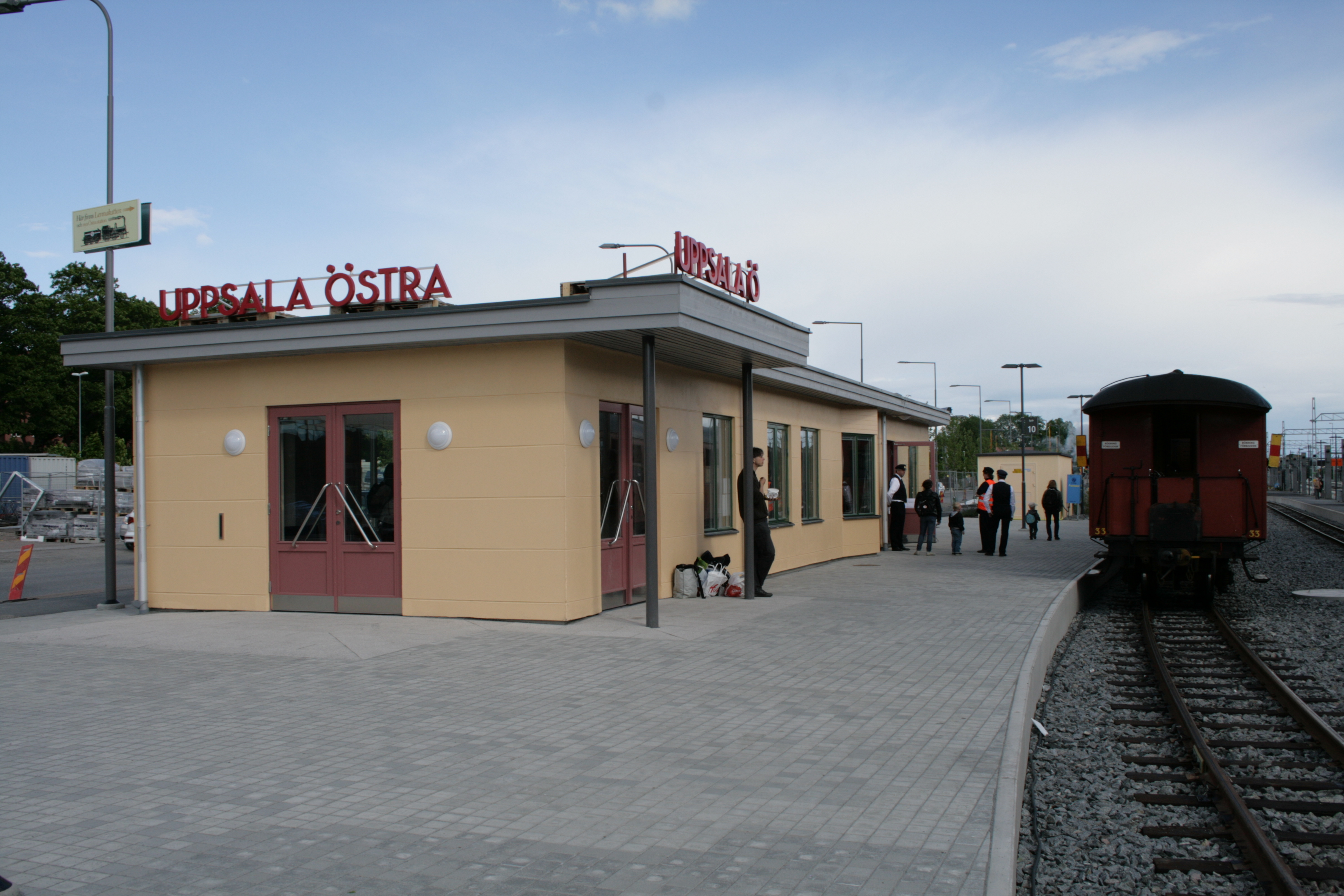
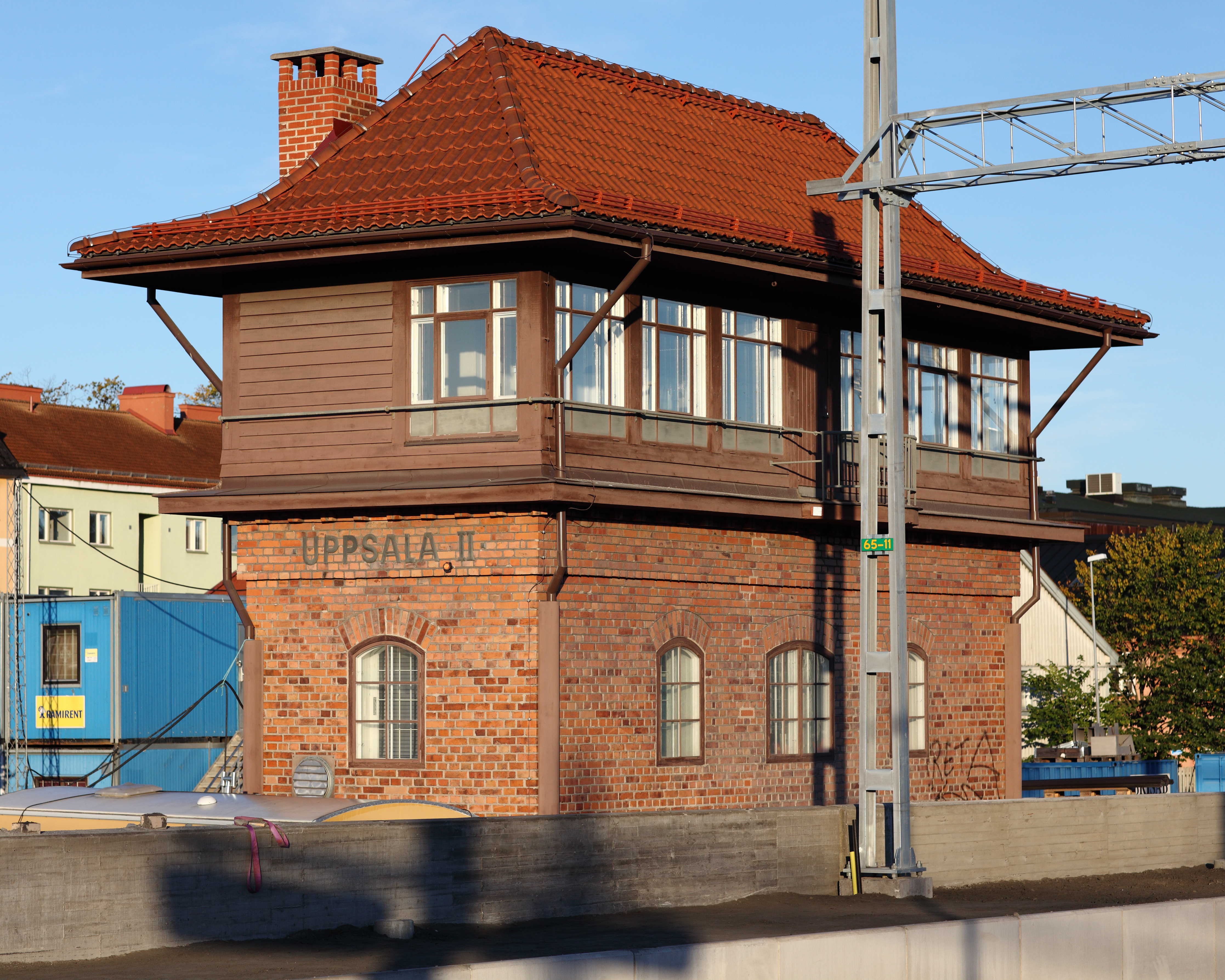
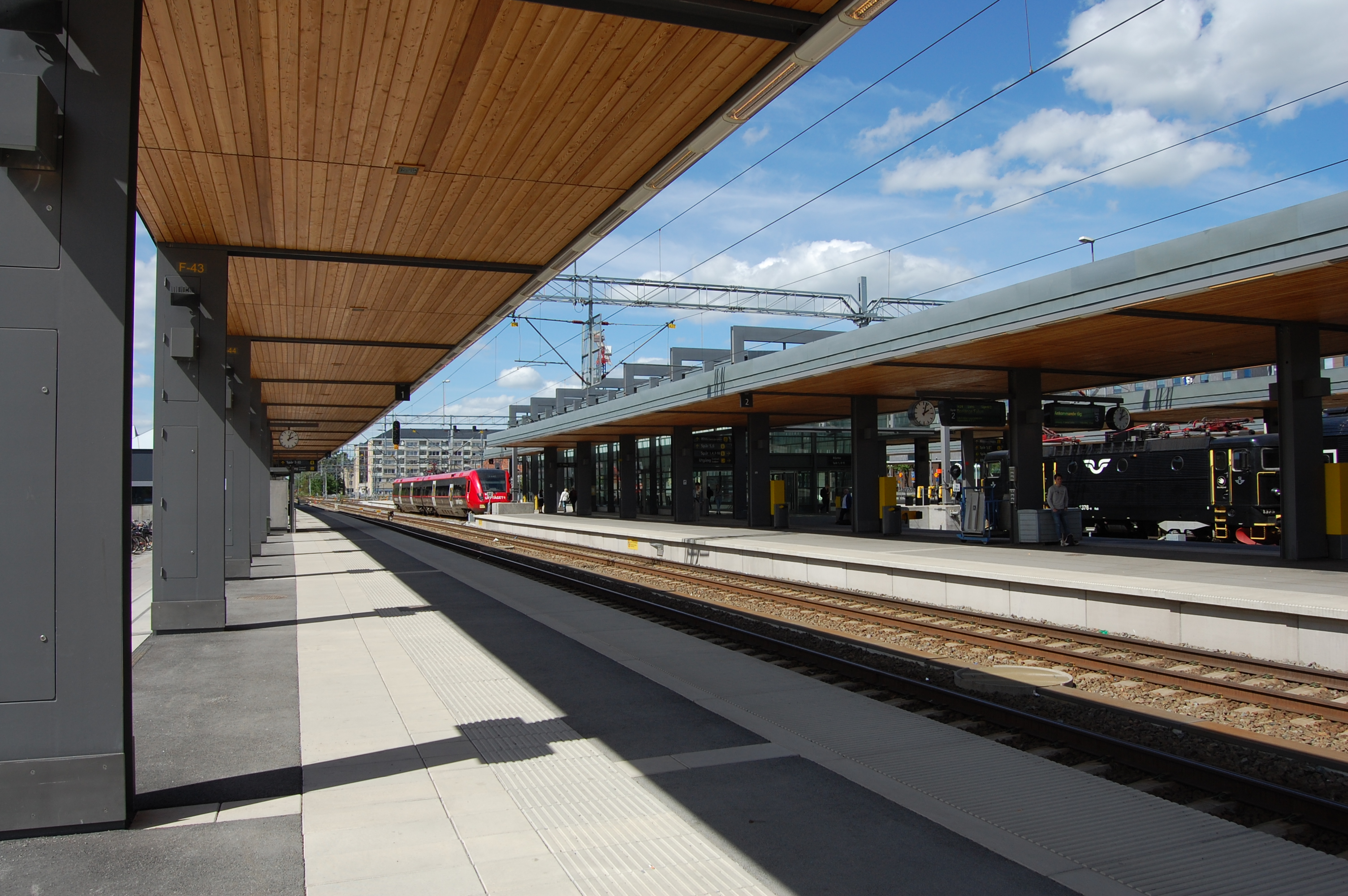
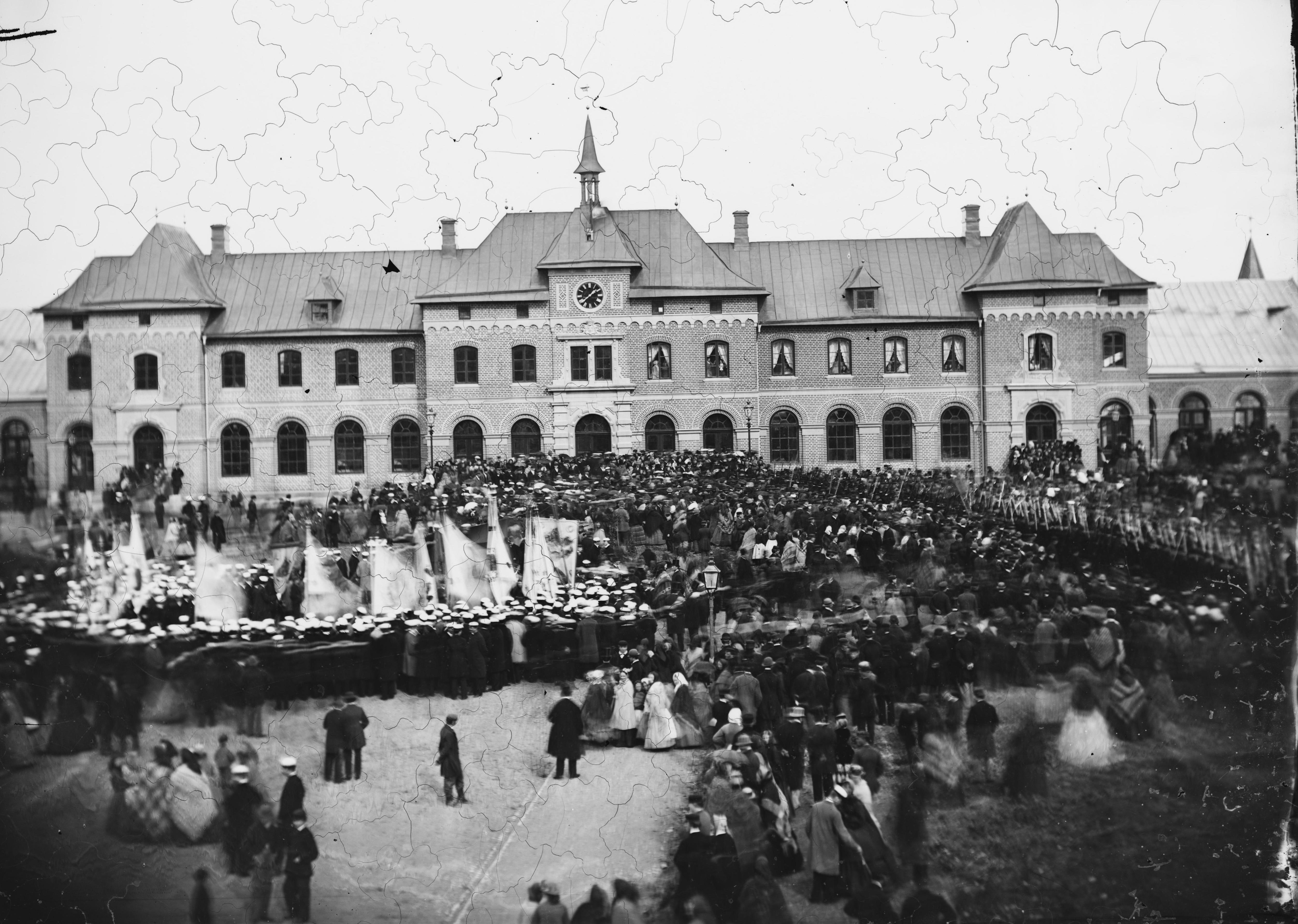